# باردینتو
باردینتو (به ایتالیایی: Bardineto) یک کومونه در ایتالیا است که در استان ساونا واقع شده‌است.

## خصوصیات
باردینتو ۲۹٫۶ کیلومترمربع مساحت و ۶۴۲ نفر جمعیت دارد.